# Успение Богородично (Дервешен)
„Успение Богородично“ (на гръцки: Ιερός Ναός Κοιμήσεως της Θεοτόκου) е православна църква в сярското село Дервешен (Инуса), Егейска Македония, Гърция, част от Сярската и Нигритска епархия на Вселенската патриаршия.
Църквата е изградена на 1,5 km северно от Дервешен в подножието на крепостта Власелник. В двора ѝ, на южната вертикална страна на хълма Власелник, на височина 5,5 m има средновековен скален стенопис - Дервешенска скална живопис, изобразяващ Света Богородица с Младенеца. На стенописа е запазен надпис, който го датира в 6890 година от Сътворението на света (1382 от Христа). В подножието на стенописа има аязмо.